# Jan Michał Strutyński
Jan Michał Berlicz Strutyński herbu Sas (zm. w 1746 roku) – kasztelan inflancki w latach 1737–1744, stolnik wiłkomierski w latach 1701-1713, starosta sejwejski, starosta wiłkomierski w latach 1713–1732, cześnik wiłkomierski w latach 1697–1701, przedstawiciel dyplomatyczny Rzeczypospolitej w Imperium Osmańskim w 1720 roku.
Poseł na sejm 1701 roku i sejm z limity 1701-1702 roku z 
Inflant. Poseł z Inflant na sejm 1703 roku. Jako poseł powiatu wilkomierskiego i deputat sejmu lubelskiego był uczestnikiem Walnej Rady Warszawskiej 1710 roku. Był posłem na sejm 1724 roku z powiatu wiłkomierskiego.